# Jane Bonham Carter, Baroness Bonham-Carter of Yarnbury

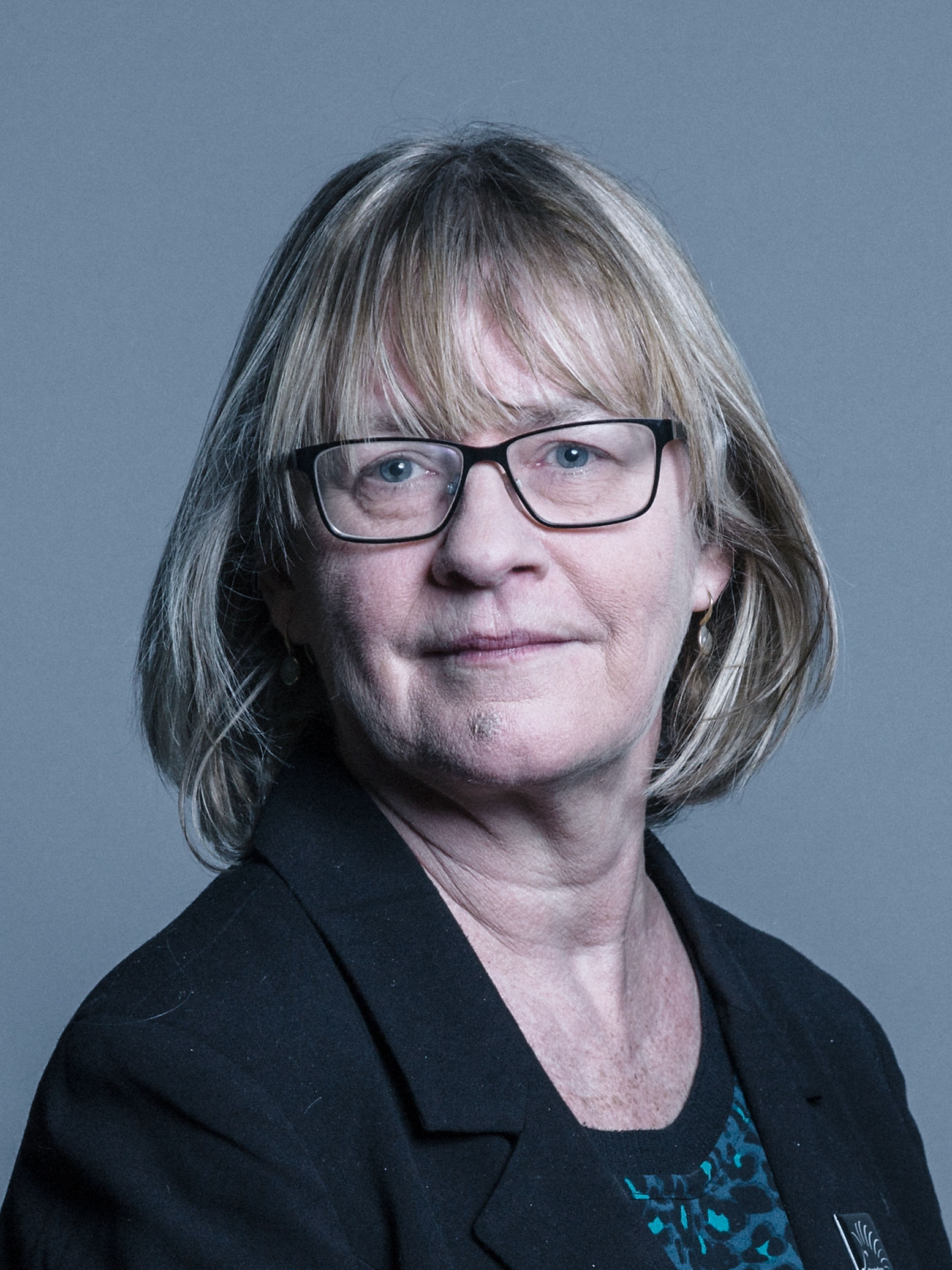
Jane Bonham Carter, Baroness Bonham-Carter of Yarnbury, 2018

Jane Bonham Carter, Baroness Bonham-Carter of Yarnbury (* 20. Oktober 1957) ist eine britische Politikerin der Liberal Democrats und Life Peer.

## Leben
Bonham Carter besuchte die St. Paul's Girls' School, eine unabhängige Schule in Brook Green, London, und studierte am University College London, einem College der Universität London.
Von 1996 bis 1998 war sie Pressesprecherin der Liberal Democrats. 1998 bis 2006 war sie Mitglied des Liberal Democrats Campaigns and Communications Committee.
Sie arbeitete beim Fernsehen, bevor sie 2004 zum Life Peer als Baroness Bonham-Carter of Yarnbury, of Yarnbury in the County of Wiltshire, ernannt wurde.
Bonham Carter wurde kritisiert, als bekannt wurde, dass sie und ihr Lebensgefährte, Tim Razzall, Baron Razzall sich eine Wohnung teilten, aber beide jeweils eine Kostenerstattung vom House of Lords geltend machten. Beide verstießen dabei allerdings nicht gegen gesetzliche Regelungen.
Seit 2004 ist sie Sprecherin der Liberal Democrats für Kultur, Medien und Sport (Broadcasting and the Arts). Von 2005 bis 2007 gehörte sie dem Unter-Ausschuss F (Innenpolitik) der Europäischen Union an.

## Familie
Sie stammt aus einer politischen Familie. Ihr Urgroßvater war Herbert Henry Asquith, der frühere Premierminister, und ihre Großeltern waren Sir Maurice Bonham Carter und Violet Bonham Carter, Baroness Asquith of Yarnbury. Ihr Vater Mark Bonham Carter, Baron Bonham-Carter war ein Abgeordneter des House of Commons für die Liberalen und Life Peer für die Liberal Democrats. Ihre Tante Laura Bonham Carter war mit Joseph Grimond, Baron Grimond, einem ehemaligen Vorsitzenden der Partei, verheiratet.
Dies ist das einzige Beispiel, dass drei Generationen unter dem Life Peerages Act 1958 zu Life Peers ernannt wurden.
Sie ist eine Cousine der Schauspielerin Helena Bonham Carter.